# Hanchinal, Lingsugur
Hanchinal là một làng thuộc tehsil Lingsugur, huyện Raichur, bang Karnataka, Ấn Độ.